# Edina, Minnesota
Edina (engelskt uttal: [iːˈdaɪnə] lyssna (fil)) är en stad (city) i Hennepin County i delstaten Minnesota i USA. Staden hade 53 494 invånare, på en yta av 41,34 km² (2020). Den är en del av storstadsområdet Minneapolis-Saint Paul.
Edina började utvecklas som ett jordbruks- och kvarnsamhälle under 1860-talet, för att erhålla stadsrättigheter 1888.

## Sport
I december 1979 spelades den första bandymatchen i USA på Lewis Park Bandy Rink i Edina. Det var en vänskapsmatch mellan Sveriges juniorlandslag och svenska klubblaget Brobergs IF.